# 獅子座89
獅子座89，又名BD+03 2521，HD 100563、SAO 118929、HR 4455，是獅子座的一颗恒星，视星等为5.77，位于銀經262.18，銀緯59.69，其B1900.0坐标为赤經11h 29m 14.8s，赤緯+3° 59.69′ 56″。